# Неоптолем I Епірський
Неоптолем I Епірський (грец. οεοπτόλεμος Α 'Ηπείρου) — цар Епіру (370—357 рр. до н. е.), син Алкети I, а також батько Трої, Олександра I Епірського і королеви Олімпіади Епірської.

## Біографія
Неоптолем I Епірський був дідом Олександра Македонського. Він стверджував, що був нащадком героя Ахілла і царя Ликомеда, тоді як імператор Каракалла стверджував, що він був нащадком Неоптолема I. Олімпіада спочатку була відома як Поліксена і можливо, що Неоптолемус дав їй це ім'я.

## Ім'я
Його ім'я означає «нова війна». Це також було ім'ям сина воїна Ахілла (Неоптолема) та царевни Дейдамії в грецькій міфології, а також міфічного прародителя правлячої династії Молоссян давнього Епіру.

## Правління
Після смерті їхнього батька Алькета I в 370 р. до н. е., Арібба та його брат Неоптолем I розділили Епірське царство на дві частини і кожен правив своєю. Це тривало поки Неоптолем І не помер близько 360 р. до н. е., а Арібба не став царем всього Епіру.